# 船刑
船刑是一种古代波斯人折磨处死人的处刑方法。
受刑人全身赤裸，然后被绑在两个船之间。受刑人喝下牛奶和蜂蜜。他们的身上也泼满这些东西。然后其被投入污浊的河道或池塘内。受刑人主要因为寒冷、蜜蜂叮咬和蛆蚀等死亡。